# Kose
Kose (anciennement en allemand : Kosch) est un petit bourg (alevik) d'Estonie de la région d'Harju. C'est le centre administratif de la commune de Kose. Sa population était de 2 156 habitants au 1er mars 2006.

## Histoire

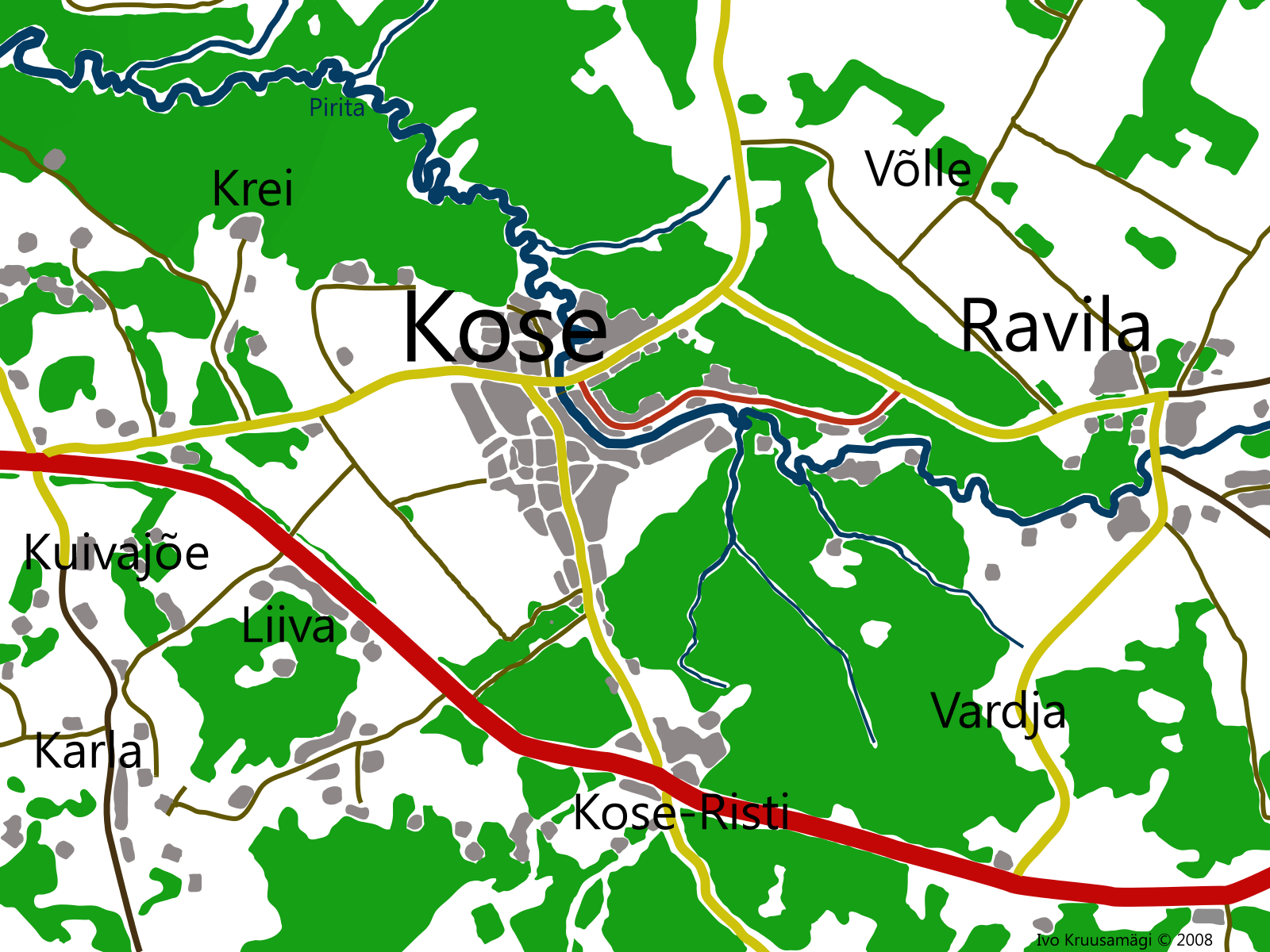
Carte de Kose et de ses environs

L'endroit a été mentionné pour la première fois par écrit en 1241, sous le nom latin de Cosius, dans le Liber Census Daniæ, car la région appartenait alors au royaume du Danemark.
Son église luthérienne Saint-Nicolas est réputée pour son orgue. Bâtie au XIIIe siècle, c'est l'une des plus anciennes d'Estonie.

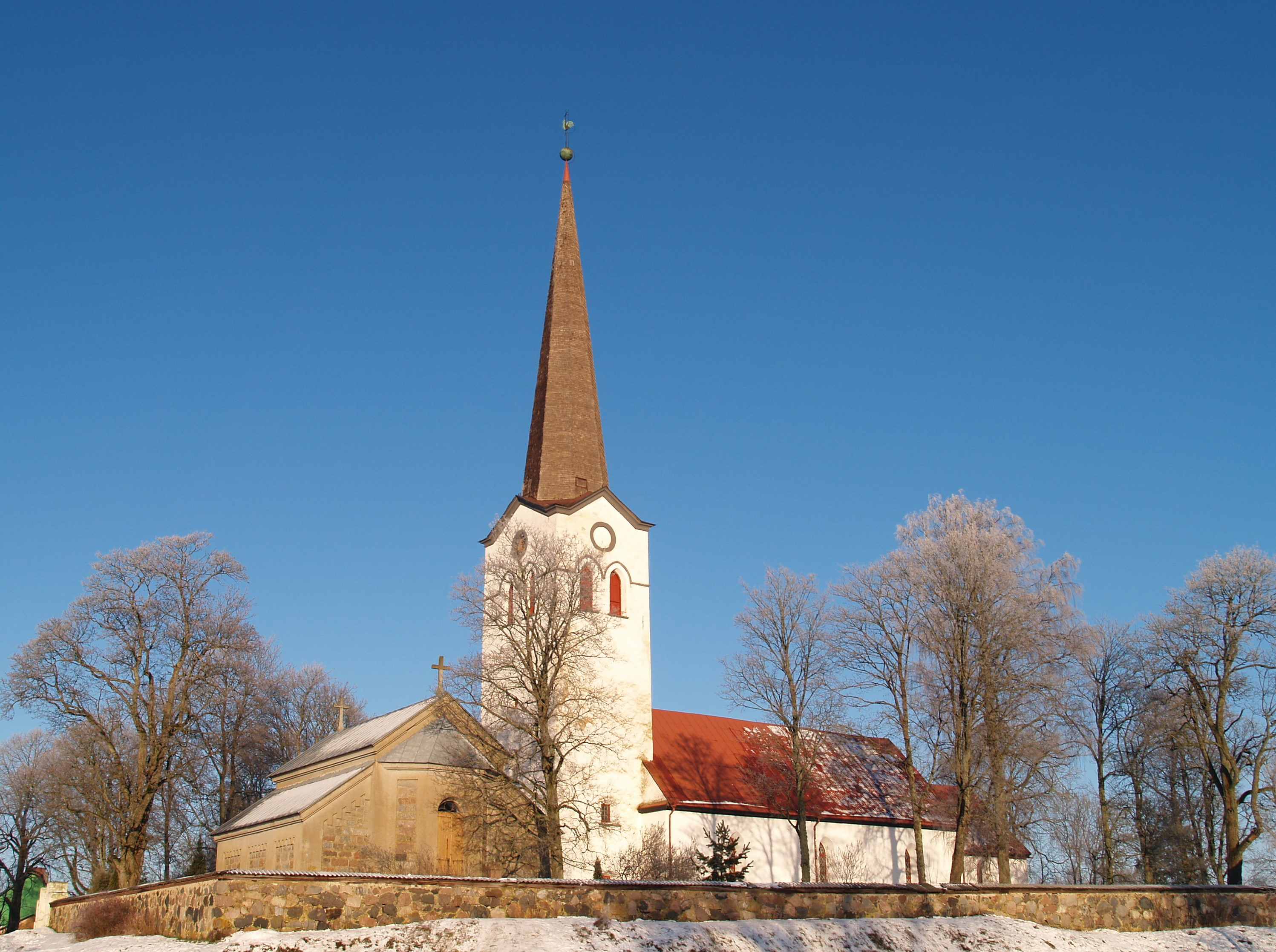
Vue de l'église de Kose avec la chapelle à gauche

## Personnalités
- Otto von Kotzebue (1787-1846), explorateur et navigateur, est enterré au cimetière du village
- Pepp Iyffert (1944-2024), cycliste estonien, né à Kose.